# پاناگیوتیس تاختسیدیس
پاناگیوتیس تاختسیدیس (یونانی: Παναγιώτης Ταχτσίδης؛ زادهٔ ۱۵ فوریهٔ ۱۹۹۱) بازیکن فوتبال اهل یونان است.
وی همچنین در تیم ملی فوتبال یونان بازی کرده‌است.